# Sofya Ochigava
Sofya Ochigava est une boxeuse russe née le 7 juillet 1987 à Moscou.

## Carrière
Championne du monde de boxe amateur à New Delhi en 2006 et médaillée de bronze à Ningbo en 2008 dans la catégorie poids plumes, elle remporte également la médaille d'argent aux Jeux olympiques de Londres en 2012 et aux championnats d'Europe de Rotterdam en 2011 en poids légers.

## Palmarès

### Jeux olympiques
- Médaille d'argent en -60 kg en 2012 à Londres, Angleterre

### Championnats du monde de boxe
- Médaille de bronze en -54 kg en 2008 à Ningbo, Chine
- Médaille d'or en -54 kg en 2006 à New Delhi, Inde

### Championnats d'Europe de boxe
- Médaille d'argent en -60 kg en 2011 à Rotterdam,    Pays-Bas